# Molalatau
Molalatau is een dorp in het district Central in Botswana. De plaats telt 2396 inwoners (2011).